# Liste de jeux et de produits dérivés de Final Fantasy
Pour un article plus général, voir Final Fantasy.
 (avril 2025).
Si vous disposez d'ouvrages ou d'articles de référence ou si vous connaissez des sites web de qualité traitant du thème abordé ici, merci de compléter l'article en donnant les références utiles à sa vérifiabilité et en les liant à la section « Notes et références ».
Liste de jeux et de produits dérivés de Final Fantasy.
Final Fantasy est une série de jeux vidéo de rôle (RPG) lancée en 1987 au Japon sur la NES avec le jeu Final Fantasy. Depuis, Final Fantasy évolue avec chaque génération de console de salon et est parfois adaptée sur d'autres plates-formes. Elle s'est aventurée dans d'autres genres de jeu vidéo dont le jeu de rôle en ligne, la course, les jeux de tir à la troisième personne, le jeu de combat et le jeu de rythme. Elle s'est ensuite diversifiée en termes de format, donnant naissance à des films, des animes, des mangas et des romans.

## Jeux vidéo

### Série principale
| Plate-forme             | Dates et lieux de sortie                     | Notes                                     |
| ----------------------- | -------------------------------------------- | ----------------------------------------- |
| NES                     | 1987 - Japon 1990 - Amérique du Nord         |                                           |
| MSX 2                   | 1989 - Japon                                 |                                           |
| NES                     | 1994 - Japon                                 | Voir Compilations                         |
| WonderSwan Color        | 2000 - Japon                                 |                                           |
| PlayStation             | 2002 - Japon 2003 - Europe, Amérique du Nord | Voir Compilations                         |
| NTT DoCoMo i-mode       | 2004 - Japon                                 | Version Final Fantasy i                   |
| GameBoy Advance         | 2004 - Japon, Amérique du Nord, Europe       | Voir Compilations                         |
| KDDI au EZWeb           | 2004 - Japon                                 | Version Final Fantasy EZ                  |
| SoftBank Yahoo! Keitai  | 2006 - Japon                                 |                                           |
| PSP                     | 2007 - Japon, Amérique du Nord 2008 - Europe | Version Final Fantasy Anniversary Edition |
| Wii (Console virtuelle) | 2009 - Japon, Amérique du Nord 2010 - Europe | Version NES                               |
| PSN                     | 2009 - Japon 2011 - Europe                   | Version PSP                               |
| iPhone                  | 2010 - Japon, Amérique du Nord, Europe       | Version PSP améliorée                     |

| Plate-forme             | Dates et lieux de sortie                     | Notes                                        |
| ----------------------- | -------------------------------------------- | -------------------------------------------- |
| NES                     | 1988 - Japon                                 |                                              |
| NES                     | 1994 - Japon                                 | Voir Compilations                            |
| WonderSwan Color        | 2001 - Japon                                 |                                              |
| PlayStation             | 2002 - Japon 2003 - Europe, Amérique du Nord | Voir Compilations                            |
| NTT DoCoMo i-mode       | 2004 - Japon                                 |                                              |
| GameBoy Advance         | 2004 - Japon, Amérique du Nord, Europe       | Voir Compilations                            |
| KDDI au EZWeb           | 2004 - Japon                                 |                                              |
| SoftBank Yahoo! Keitai  | 2006 - Japon                                 |                                              |
| PSP                     | 2007 - Japon, Amérique du Nord 2008 - Europe | Version Final Fantasy II Anniversary Edition |
| Wii (Console virtuelle) | 2009 - Japon 2010 - Amérique du Nord, Europe | Version NES                                  |
| PSN                     | 2009 - Japon 2011 - Europe                   | Version PSP                                  |
| iPhone                  | 2010 - Japon, Amérique du Nord, Europe       | Version PSP améliorée                        |

| Plate-forme             | Dates et lieux de sortie                     | Notes                  |
| ----------------------- | -------------------------------------------- | ---------------------- |
| NES                     | 1990 - Japon                                 |                        |
| Nintendo DS             | 2006 - Japon, Amérique du Nord 2007 - Europe | Remake intégral du jeu |
| Wii (Console virtuelle) | 2009 - Japon                                 | Version NES            |
| iPhone iPad             | 2011 - Japon, Amérique du Nord, Europe       | Version DS             |

| Plate-forme             | Dates et lieux de sortie                                | Notes                                        |
| ----------------------- | ------------------------------------------------------- | -------------------------------------------- |
| Super Nintendo          | 1991 - Japon, Amérique du Nord                          | Retitré Final Fantasy II en Amérique du Nord |
| Super Nintendo          | 1992 - Japon                                            | Version Final Fantasy IV Easytype            |
| PlayStation             | 1997/1999 - Japon 2001 - Amérique du Nord 2002 - Europe | Voir Compilations                            |
| WonderSwan Color        | 2002 - Japon                                            |                                              |
| GameBoy Advance         | 2005 - Amérique du Nord, Japon 2006 - Europe            | Version Final Fantasy IV Advance             |
| Nintendo DS             | 2007 - Japon                                            | Remake intégral du jeu                       |
| Wii (Console virtuelle) | 2009 - Japon                                            | Version SNES                                 |
| PSP                     | 2011 - Japon, Amérique du Nord, Europe                  | Voir Compilations                            |

| Plate-forme             | Dates et lieux de sortie                                | Notes                           |
| ----------------------- | ------------------------------------------------------- | ------------------------------- |
| Super Nintendo          | 1992 - Japon                                            |                                 |
| PlayStation             | 1998/1999 - Japon 1999 - Amérique du Nord 2002 - Europe | Voir Compilations               |
| GameBoy Advance         | 2006 - Japon, Amérique du Nord 2007 - Europe            | Version Final Fantasy V Advance |
| Wii (Console virtuelle) | 2011 - Japon                                            | Version SNES                    |
| PSN                     | 2011 - Japon                                            | Version PlayStation             |

| Plate-forme             | Dates et lieux de sortie                     | Notes                                                                   |
| ----------------------- | -------------------------------------------- | ----------------------------------------------------------------------- |
| Super Nintendo          | 1994 - Japon, Amérique du Nord               | Retitré Final Fantasy III en Amérique du Nord                           |
| PlayStation             | 1999 - Japon, Amérique du Nord 2002 - Europe | Voir Compilations                                                       |
| GameBoy Advance         | 2006 - Japon 2007 - Amérique du Nord, Europe | Version Final Fantasy VI Advance                                        |
| Wii (Console virtuelle) | 2011 - Japon 2011 - Amérique du Nord, Europe | Version SNES Retitré Final Fantasy III en Amérique du Nord et en Europe |
| PSN                     | 2011 - Japon                                 | Version PlayStation                                                     |

| Plate-forme | Dates et lieux de sortie               | Notes                                                              |
| ----------- | -------------------------------------- | ------------------------------------------------------------------ |
| PlayStation | 1997 - Japon                           |                                                                    |
| PlayStation | 1997 - Amérique du Nord, Japon, Europe | Version améliorée Retitré Final Fantasy VII International au Japon |
| PC Windows  | 1998 - Amérique du Nord, Europe        |                                                                    |
| PSN         | 2009 - Japon, Amérique du Nord, Europe | Version Final Fantasy VII International au Japon                   |
| iOS         | 2015 - Mondial                         | Version Steam portée sur mobile                                    |
| Switch      | 2019 - Mondial                         | Version Playstation 1 améliorée                                    |
| Xbox One    | 2019 - Mondial                         | Version Playstation 1 améliorée                                    |

| Plate-forme   | Dates et lieux de sortie                     | Notes                              |
| ------------- | -------------------------------------------- | ---------------------------------- |
| PlayStation   | 1999 - Japon, Amérique du Nord, Europe       | Contient le mini-jeu Chocobo World |
| PC Windows    | 2000 - Amérique du Nord, Europe, Japon       | Contient le mini-jeu Chocobo World |
| PSN           | 2009 - Japon, Amérique du Nord 2010 - Europe |                                    |
| Switch        | 2019 - Mondial                               | Version Playstation 1 remasterisée |
| Xbox One      | 2019 - Mondial                               | Version Playstation 1 remasterisée |
| Steam         | 2019 - Mondial                               | Version Playstation 1 remasterisée |
| PlayStation 4 | 2019 - Mondial                               | Version Playstation 1 remasterisée |

| Plate-forme | Dates et lieux de sortie                     |
| ----------- | -------------------------------------------- |
| PlayStation | 2000 - Japon, Amérique du Nord 2001 - Europe |
| PSN         | 2010 - Japon, Amérique du Nord, Europe       |
| Switch      | 2019 - Mondial                               |
| Xbox One    | 2019 - Mondial                               |

| Plate-forme                    | Dates et lieux de sortie           | Notes                                                            |
| ------------------------------ | ---------------------------------- | ---------------------------------------------------------------- |
| PlayStation 2                  | 2001 - Japon, Amérique du Nord     |                                                                  |
| PlayStation 2                  | 2002 - Japon, Europe               | Version améliorée Retitré Final Fantasy X International au Japon |
| PlayStation 2                  | 2005 - Japon                       | Voir Compilations                                                |
| PlayStation 3 PlayStation Vita | 2013 - Japon 2014 - Reste du monde | Voir Compilations                                                |

| Plate-forme              | Dates et lieux de sortie                                                                       | Notes |
| ------------------------ | ---------------------------------------------------------------------------------------------- | --- |
| PlayStation 2 PC Windows | 2002 - Japon 2003 - Amérique du Nord (PlayStation 2) 2004 - Amérique du Nord (PC), Europe (PC) | En Amérique du Nord, contient l'extension Rise of the Zilart En Europe, contient les extensions Rise of the Zilart et Chains of Promathia |
| PlayStation 2 PC Windows | 2003 - Japon                                                                                   | Extension Rise of the Zilart seule |
| PlayStation 2 PC Windows | 2004 - Japon, Amérique du Nord                                                                 | Extension Chains of Promathia seule |
| PlayStation 2 PC Windows | 2006 - Amérique du Nord, Japon, Europe (PC)                                                    | Extension Treasures of Aht Urhgan seule                                                                                                   |
| Xbox 360                 | 2006 - Amérique du Nord, Japon, Europe                                                         | Contient les trois extensions existantes du jeu                                                                                           |

| Plate-forme   | Dates et lieux de sortie                     | Notes                                                                         |
| ------------- | -------------------------------------------- | ----------------------------------------------------------------------------- |
| PlayStation 2 | 2006 - Japon, Amérique du Nord 2007 - Europe |                                                                               |
| PlayStation 2 | 2007 - Japon                                 | Version améliorée Retitré Final Fantasy XII International : Zodiac Job System |
| Switch        | 2019 - Mondial                               | Version remastérisée nommée Final Fantasy XII : The Zodiac Age                |
| Xbox One      | 2019 - Mondial                               | Version remastérisée nommée Final Fantasy XII : The Zodiac Age                |

| Plate-forme   | Dates et lieux de sortie                     | Notes                                                      |
| ------------- | -------------------------------------------- | ---------------------------------------------------------- |
| PlayStation 3 | 2009 - Japon 2010 - Amérique du Nord, Europe | Fait partie du projet Fabula Nova Crystallis Final Fantasy |
| Xbox 360      | 2010 - Amérique du Nord, Europe, Japon       | Fait partie du projet Fabula Nova Crystallis Final Fantasy |

| Plate-forme   | Dates et lieux de sortie               |
| ------------- | -------------------------------------- |
| PC Windows    | 2010 - Japon, Amérique du Nord, Europe |
| PlayStation 3 | 2011 - Japon, Amérique du Nord, Europe |
| PlayStation 4 | 2014 - Japon, Amérique du Nord, Europe |

| Plate-forme   | Dates et lieux de sortie               |
| ------------- | -------------------------------------- |
| PlayStation 4 | 2016 - Japon, Amérique du Nord, Europe |
| Xbox One      | 2016 - Japon, Amérique du Nord, Europe |

| Plate-forme   | Dates et lieux de sortie               |
| ------------- | -------------------------------------- |
| PlayStation 5 | 2023 - Japon, Amérique du Nord, Europe |

### Suites et préquelles
Une suite de Final Fantasy V, l'animé Final Fantasy: Legend of the Crystals, est sortie en 1994, mais aucune suite ou préquelle de la série ne fut développée sous forme de jeu vidéo pendant les seize premières années d'existence de Final Fantasy. En 2003, Square développe Final Fantasy X-2, une suite directe de Final Fantasy X. Square puis Square Enix commence alors à produire d'autres suites et préquelles de la série, au sein de « projets » qui regroupent plusieurs jeux et qui s'étendent sur plusieurs consoles à la fois. Ces projets sont nommés et possèdent chacun un logo ; ils deviennent de fait des sous-séries de la série principale Final Fantasy.
| Plate-forme                    | Dates et lieux de sortie                     | Notes                                                  |
| ------------------------------ | -------------------------------------------- | ------------------------------------------------------ |
| PlayStation 2                  | 2003 - Japon, Amérique du Nord 2004 - Europe |                                                        |
| PlayStation 2                  | 2004 - Japon                                 | Version Final Fantasy X-2 International + Last Mission |
| PlayStation 2                  | 2005 - Japon                                 | Voir Compilations                                      |
| PlayStation 3 PlayStation Vita | 2013 - Japon 2014 - Reste du monde           | Voir Compilations                                      |

#### Final FantasyVII
Le monde de Final Fantasy VII est étendu avec Compilation of Final Fantasy VII, un projet regroupant plusieurs jeux vidéo, films et nouvelles dont les actions se déroulent toutes dans le même monde, quelques années avant ou après les évènements du jeu originel. Par ailleurs, sorti en Amérique du Nord uniquement et en dehors du projet, Final Fantasy VII Snowboarding est un portage du mini-jeu de course de snowboard. Final Fantasy VII est aussi disponible en roman.
| Titre | Plate-forme                                       | Dates et lieux de sortie                     |
| --- | ------------------------------------------------- | -------------------------------------------- |
| Before Crisis: Final Fantasy VII Préquelle de Final Fantasy VII                                                | NTT DoCoMo i-mode au EZWeb SoftBank Yahoo! Keitai | 2004 - Japon                                 |
| Dirge of Cerberus: Final Fantasy VII Suite de Final Fantasy VII                                                | PlayStation 2                                     | 2006 - Japon, Amérique du Nord, Europe       |
| Dirge of Cerberus Lost Episode: Final Fantasy VII Chapitre additionnel de Dirge of Cerberus: Final Fantasy VII | Amp'd Mobile Verizon                              | 2006 - Amérique du Nord 2007 - Japon         |
| Crisis Core: Final Fantasy VII Préquelle de Final Fantasy VII                                                  | PSP                                               | 2007 - Japon 2008 - Amérique du Nord, Europe |

| Plate-forme          | Dates et lieux de sortie |
| -------------------- | ------------------------ |
| Téléphones portables | 2005 - Amérique du Nord  |

#### Final FantasyXII
Sorti en 2006, Final Fantasy XII est un jeu dont l'action se déroule en Ivalice, un monde dont des versions étaient déjà apparu en 1997 et 2003 dans les jeux Final Fantasy Tactics et Final Fantasy Tactics Advance. Bien que ces trois jeux ne soient pas directement lié entre eux au niveau scénaristique, ils forment une sous-série de Final Fantasy se déroulant en Ivalice. L'existence de cette série est rendue explicite avec le projet Ivalice Alliance qui comporte deux suites et un remake de ces trois jeux.
| Titre                                                               | Plate-forme      | Dates et lieux de sortie               |
| ------------------------------------------------------------------- | ---------------- | -------------------------------------- |
| Final Fantasy Tactics Première apparition du monde d'Ivalice        | PlayStation      | 1997 - Japon 1998 - Amérique du Nord   |
| Final Fantasy Tactics Advance Se déroule dans un Ivalice imaginaire | Game Boy Advance | 2003 - Japon, Amérique du Nord, Europe |

| Titre | Plate-forme | Dates et lieux de sortie                     |
| --- | ----------- | -------------------------------------------- |
| Final Fantasy XII Revenant Wings Suite de Final Fantasy XII                                                                            | Nintendo DS | 2007 - Japon, Amérique du Nord 2008 - Europe |
| Final Fantasy Tactics Shishi Sensō ou Final Fantasy Tactics : The War Of The Lions Portage de Final Fantasy Tactics                    | PSP         | 2007 - Japon, Amérique du Nord, Europe       |
| Final Fantasy Tactics A2 Fūketsu no Grimoire ou Final Fantasy Tactics A2 : Grimoire Of The Rift Suite de Final Fantasy Tactics Advance | Nintendo DS | 2007 - Japon 2008 - Europe                   |

#### Final FantasyXIII
Le projet Fabula Nova Crystallis: Final Fantasy regroupe, en plus de Final Fantasy XIII, deux titres dérivés. Les trois jeux se déroulent dans des mondes différents, mais ont néanmoins pour base commune une « mythologie » centrée sur une version particulière des cristaux de la série Final Fantasy.
| Titre                                 | Plate-forme                         | Dates et lieux de sortie                                        |
| ------------------------------------- | ----------------------------------- | --------------------------------------------------------------- |
| Final Fantasy XIII                    | PlayStation 3 et Xbox 360           | 2009 - Japon 2010 - Amérique du Nord, Europe                    |
| Final Fantasy Type-0                  | PSP, Windows, Xbox et PlayStation 4 | 2011 - Japon (PSP) 2015 - INTL (Windows, Xbox et PlayStation 4) |
| Final Fantasy XIII-2                  | PlayStation 3 et Xbox 360           | 2011 - Japon 2012 - Amérique du Nord, Europe                    |
| Lightning Returns: Final Fantasy XIII | PlayStation 3 et Xbox 360           | 2014 - Japon, Amérique du Nord, Europe                          |

#### Final FantasyIV
| Plate-forme                                       | Dates et lieux de sortie               | Notes             |
| ------------------------------------------------- | -------------------------------------- | ----------------- |
| NTT DoCoMo i-mode au EZWeb SoftBank Yahoo! Keitai | 2008 - Japon                           |                   |
| WiiWare                                           | 2009 - Japon, Amérique du Nord, Europe |                   |
| PSP                                               | 2011 - Japon, Amérique du Nord, Europe | Voir Compilations |

### Spin-offs
| Plate-forme | Dates et lieux de sortie                     | Notes |
| ----------- | -------------------------------------------- | --- |
| PSP         | 2008 - Japon 2009 - Europe, Amérique du Nord | Jeu de combat reprenant le principal personnage de chaque épisode de la série principale (de Final Fantasy I à X) ainsi que leur antagoniste. |

| Plate-forme | Dates et lieux de sortie               | Notes |
| ----------- | -------------------------------------- | --- |
| PSP         | 2011 - Japon, Amérique du Nord, Europe | Jeu de combat reprenant le principal personnage de chaque épisode de la série principale (de Final Fantasy I à XIII) ainsi que leur antagoniste. |

| Plate-forme  | Dates et lieux de sortie               | Notes |
| ------------ | -------------------------------------- | --- |
| Nintendo 3DS | 2012 - Japon, Europe, Amérique du Nord | Jeu de rythme utilisant quelques codes du J-RPG et reprenant toutes les musiques phares de la saga (de Final Fantasy I à XIII). |

### Compilations
Au fil des années, de nombreux titres de la série ont été re-publié dans des compilations, souvent sous forme de portages. Au Japon, ces portages sont également vendus séparément. En Amérique du Nord et en Europe, les contenus des compilations varient souvent, et certains titres à l'origine non parus dans ces deux régions ont reçu leur première parution dans des compilations. Par ailleurs, Final Fantasy Chronicles a la particularité de regrouper Final Fantasy IV avec Chrono Trigger, un jeu n'appartenant pas à la série Final Fantasy.
Pour les compilations d'extensions de Final Fantasy XI, voir : Final Fantasy XI
| Compilation                                                                                       | Titres                                                                                             | Plate-forme                                          | Dates et lieux de sortie                     |
| ------------------------------------------------------------------------------------------------- | -------------------------------------------------------------------------------------------------- | ---------------------------------------------------- | -------------------------------------------- |
| Final Fantasy I-II                                                                                | Final Fantasy Final Fantasy II                                                                     | NES                                                  | 1994 - Japon                                 |
| Final Fantasy Collection Contenu aussi en ventes séparées                                         | Final Fantasy IV Final Fantasy V Final Fantasy VI                                                  | PlayStation                                          | 1997/1999 - Japon                            |
| Final Fantasy Anthology                                                                           | Final Fantasy V Final Fantasy VI                                                                   | PlayStation                                          | 1999 - Amérique du Nord                      |
| Final Fantasy Chronicles                                                                          | Final Fantasy IV Chrono Trigger                                                                    | PlayStation                                          | 2001 - Amérique du Nord                      |
| Final Fantasy Anthology Édition Européenne                                                        | Final Fantasy IV Final Fantasy V                                                                   | PlayStation                                          | 2002 - Europe                                |
| Final Fantasy I•II Premium Package (Japon) Contenu aussi en ventes séparées Final Fantasy Origins | Final Fantasy Final Fantasy II                                                                     | PlayStation                                          | 2002 - Japon 2003 - Europe, Amérique du Nord |
| Final Fantasy I•II Advance (Japon) Final Fantasy I and II: Dawn of Souls                          | Final Fantasy Final Fantasy II                                                                     | GameBoy Advance                                      | 2004 - Japon, Amérique du Nord, Europe       |
| Final Fantasy X/X-2 Ultimate Box Contenu aussi en ventes séparées                                 | Final Fantasy X Final Fantasy X-2                                                                  | PlayStation 2                                        | 2005 - Japon                                 |
| Final Fantasy IV: The Complete Collection                                                         | Final Fantasy IV Final Fantasy IV : Les Années suivantes                                           | PSP                                                  | 2011 - Japon, Amérique du Nord, Europe       |
| Final Fantasy X/X-2 HD Remaster                                                                   | Final Fantasy X Final Fantasy X-2                                                                  | PlayStation 3 PlayStation Vita                       | 2013 - Japon 2014 - Reste du monde           |
| Final Fantasy Pixel Remaster                                                                      | Final Fantasy Final Fantasy II Final Fantasy III Final Fantasy IV Final Fantasy V Final Fantasy VI | Windows, Android, iOS,Nintendo Switch, PlayStation 4 | 2023 - INT                                   |

### Séries apparentées

#### Final Fantasy Legend
En Amérique du Nord, la série Final Fantasy Legend regroupe les trois premiers épisodes d'une plus grande série appelée SaGa. La série n'a aucun lien scénaristique ou thématique avec Final Fantasy, mais les trois jeux ont néanmoins été publiés en Amérique du Nord sous ce nom.
| Titre                                                               | Plate-forme | Dates et lieux de sortie                  |
| ------------------------------------------------------------------- | ----------- | ----------------------------------------- |
| Makai Tōshi Sa•Ga Final Fantasy Legend (Amérique du Nord)           | GameBoy     | 1989 - Japon 1990/1998 - Amérique du Nord |
| Sa•Ga 2: Hihou Densetsu Final Fantasy Legend II (Amérique du Nord)  | GameBoy     | 1990 - Japon 1991/1998 - Amérique du Nord |
| Sa•Ga 3: Jikuu no Hasha Final Fantasy Legend III (Amérique du Nord) | GameBoy     | 1991 - Japon 1993/1998 - Amérique du Nord |

#### Mystic Quest
En Europe, la série Mystic Quest regroupe Mystic Quest et Mystic Quest Legend. Cette série n'a pas de cohérence propre, car les deux jeux ont été développés totalement séparément et n'ont aucun lien scénaristique ou thématique. Le premier jeu se nomme à l'origine Seiken Densetsu: Final Fantasy Gaiden et est à la fois un spin-off de la série Final Fantasy et le premier épisode d'une toute autre série, Seiken Densetsu / Mana. Le second se nomme à l'origine Final Fantasy Mystic Quest et est un spin-off de la série Final Fantasy conçu spécialement pour les joueurs débutants. Ce n'est qu'en Europe où les deux jeux ont été rapprochés, par changement de titres et de logos.
| Titre                                                                                                  | Plate-forme                              | Dates et lieux de sortie                                |
| --- | ---------------------------------------- | ------------------------------------------------------- |
| Seiken Densetsu: Final Fantasy Gaiden Final Fantasy Adventure (Amérique du Nord) Mystic Quest (Europe) | GameBoy                                  | 1991 - Japon 1991/1998 - Amérique du Nord 1993 - Europe |
| Seiken Densetsu: Final Fantasy Gaiden                                                                  | NTT DoCoMo i-mode SoftBank Yahoo! Keitai | 2006 - Japon                                            |

| Titre                                                                                           | Plate-forme    | Dates et lieux de sortie                     |
| ----------------------------------------------------------------------------------------------- | -------------- | -------------------------------------------- |
| Final Fantasy Mystic Quest Final Fantasy USA: Mystic Quest (Japon) Mystic Quest Legend (Europe) | Super Nintendo | 1992 - Amérique du Nord 1993 - Japon, Europe |

#### Chocobo
Les chocobos, oiseaux emblématiques de la série Final Fantasy, possèdent de nombreux spin-offs qui les mettent en scène dans les rôles principaux aux côtés d'autres créatures de la série mère. Ces spin-offs, principalement publié au Japon, sont variés et comptent parmi eux des jeux de rôle plus ou moins classiques, des jeux de course, de simulation, et de société.
| Titre                                                                           | Plate-forme     | Dates et lieux de sortie                     |
| ------------------------------------------------------------------------------- | --------------- | -------------------------------------------- |
| Chocobo no Fushigi Dungeon                                                      | PlayStation     | 1997 - Japon                                 |
| Chocobo no Fushigi Dungeon                                                      | WonderSwan      | 1999 - Japon                                 |
| Chocobo no Fushigi Dungeon 2 Chocobo's Dungeon 2 (Amérique du Nord)             | PlayStation     | 1998 - Japon 1999 - Amérique du Nord         |
| Chocobo World Inclus dans le jeu Final Fantasy VIII                             | PocketStation   | 1999 - Japon                                 |
| Chocobo World Inclus dans le jeu Final Fantasy VIII                             | PC Windows      | 2000 - Amérique du Nord, Europe, Japon       |
| Chocobo Racing                                                                  | PlayStation     | 1999 - Japon, Amérique du Nord, Europe       |
| Chocobo Stallion                                                                | PlayStation     | 1999 - Japon                                 |
| Dice de Chocobo                                                                 | PlayStation     | 1999 - Japon                                 |
| Chocobo Collection Compilation des trois jeux précédents                        | PlayStation     | 1999 - Japon                                 |
| Hataraku Chocobo                                                                | WonderSwan      | 2000 - Japon                                 |
| Chocobo Land - A Game of Dice                                                   | GameBoy Advance | 2002 - Japon                                 |
| Chocobo to Mahou no Ehon Final Fantasy Fables: Chocobo Tales (Amérique du Nord) | Nintendo DS     | 2006 - Japon 2007 - Amérique du Nord, Europe |
| Chocobo de Mobile                                                               | KDDI au EZWeb   | 2006 - Japon                                 |
| Chocobo GP                                                                      | Nintendo Switch | 2022 - Amérique du Nord, Europe, Japon       |

#### Kingdom Hearts
Kingdom Hearts est une série de jeux de rôle d'action regroupant des personnages et des éléments d'univers Disney avec des variantes de personnages de la série Final Fantasy.
| Titre | Plate-forme              | Dates et lieux de sortie                     |
| --- | ------------------------ | -------------------------------------------- |
| Kingdom Hearts | PlayStation 2            | 2002 - Japon, Amérique du Nord, Europe       |
| Kingdom Hearts: Final Mix Version améliorée de Kingdom Hearts                                                                                           | PlayStation 2            | 2002 - Japon                                 |
| Kingdom Hearts: Chain of Memories | GameBoy Advance          | 2004 - Japon, Amérique du Nord 2005 - Europe |
| Kingdom Hearts 2 | PlayStation 2            | 2005 - Japon 2006 - Amérique du Nord, Europe |
| Kingdom Hearts II: Final Mix+ Version améliorée de Kingdom Hearts II + Kingdom Hearts: Re:Chain of Memories Remake de Kingdom Hearts: Chain of Memories | PlayStation 2            | 2007 - Japon                                 |
| Kingdom Hearts: Coded | Téléphones portables     | 2008 - Japon                                 |
| Kingdom Hearts: 358/2 Days | Nintendo DS              | 2009 - Japon, Amérique du Nord, Europe       |
| Birth By Sleep | PSP                      | 2010 - Japon, Amérique du Nord, Europe       |
| Kingdom Hearts: Re:Coded | Nintendo DS              | 2011 - France                                |
| Kingdom Hearts 3D : Dream Drop Distance | Nintendo 3DS             | 2012 - Japon, Amérique du Nord, Europe       |
| Kingdom Hearts III | PlayStation 4 / Xbox One | 2019 - Japon, Amérique du Nord, Europe       |

#### Final Fantasy Crystal Chronicles
Final Fantasy Crystal Chronicles est une série de jeux de rôle d'action orienté vers le multijoueur. Ces spin-offs sortent uniquement sur consoles Nintendo.
| Titre                                                   | Plate-forme      | Dates et lieux de sortie                     |
| ------------------------------------------------------- | ---------------- | -------------------------------------------- |
| Final Fantasy Crystal Chronicles                        | GameCube         | 2003 - Japon 2004 - Amérique du Nord, Europe |
| Final Fantasy Crystal Chronicles: Ring of Fates         | Nintendo DS      | 2007 - Japon 2008 - Amérique du Nord, Europe |
| Final Fantasy Crystal Chronicles: My Life as a King     | WiiWare          | 2008 - Japon, Amérique de Nord, Europe       |
| Final Fantasy Crystal Chronicles: Echoes of Time        | Nintendo DS, Wii | 2009 - Japon, Amérique du Nord, Europe       |
| Final Fantasy Crystal Chronicles: My Life as a Darklord | WiiWare          | 2009 - Japon, Amérique du Nord, Europe       |
| Final Fantasy Crystal Chronicles: The Crystal Bearers   | Wii              | 2009 - Japon, Amérique du Nord 2010 - Europe |

## Films, séries TV et radio
| Titre                                                                             | Média                      | Dates et lieux de sortie                                                                   |
| --------------------------------------------------------------------------------- | -------------------------- | ------------------------------------------------------------------------------------------ |
| Final Fantasy: Legend of the Crystals Suite de Final Fantasy V                    | OAV                        | 1994 - Japon 1996 - France 1998 - Amérique du Nord                                         |
| Final Fantasy : les Créatures de l'esprit                                         | Film en images de synthèse | 2001 - Amérique du Nord, Japon, Europe                                                     |
| Final Fantasy: Unlimited                                                          | série d'animation          | 2001-2002 - Japon 2003 - Amérique du Nord 2004 - France et Belgique                        |
| Final Fantasy VII Advent Children Fait partie de Compilation of Final Fantasy VII | Film en images de synthèse | 2005 - Japon 2006 - Europe, Amérique du Nord                                               |
| Last Order: Final Fantasy VII Fait partie de Compilation of Final Fantasy VII     | OAV                        | 2005 - Japon 2006 - Amérique du Nord                                                       |
| Kingsglaive: Final Fantasy XV Introduction à Final Fantasy XV                     | Film en images de synthèse | 2016 - Japon (cinéma) 2016 - États-Unis (plateforme de téléchargement) 2016 - France (DVD) |

## Albums de musique
Un grand nombre de CD musicaux, notamment les bandes originales des jeux et des films ont été placées dans le commerce.

## Œuvres écrites
- Final Fantasy II - Tsū Muma no Meikyū : roman, 1989
- Yūkyū no Kaze Densetsu - Final Fantasy III : manga, 1992
- Final Fantasy: The Spirits Within : roman, 2001
- Final Fantasy XI ~The Out of Orders~ : manhwa, 2004
- Final Fantasy Crystal Chronicles ~Hatenaki Sora no Mukou Ni~ : manga, 2004
- Maiden who Travels the Planet : nouvelle, 2005
- On the Way to a Smile : nouvelle, 2005 (VF : 2014)
- Kingdom Hearts : manga, 2005-2007
- Final Fantasy XII : manga, 2006
- Musei Renu Haito, Tōbae wa Onore Mazu : nouvelle, 2006
- Adventure Log : webcomic, 2007
- Final Fantasy XIII - Episode Zéro - Promise : roman, 2009 (VF: 2014)
- Final Fantasy Type-0 - The Last Truth : roman, 2012 (VF : 2015)
- Final Fantasy X 2.5 - Le prix de l’éternité : roman 2013 (VF : 2014)
- Final Fantasy - Lost Stranger : manga, depuis 2017 (VF : depuis 2018)